# Île Scrub
L'île Scrub est une île inhabitée du territoire britannique d'outre-mer d'Anguilla. Deuxième de l'archipel par sa taille, elle est située à l'est de l'île d'Anguilla dont elle séparée par un canal sur 600 mètres. Elle mesure environ 4 km de long et sa surface est d'environ 8 km ². 

## Géographie

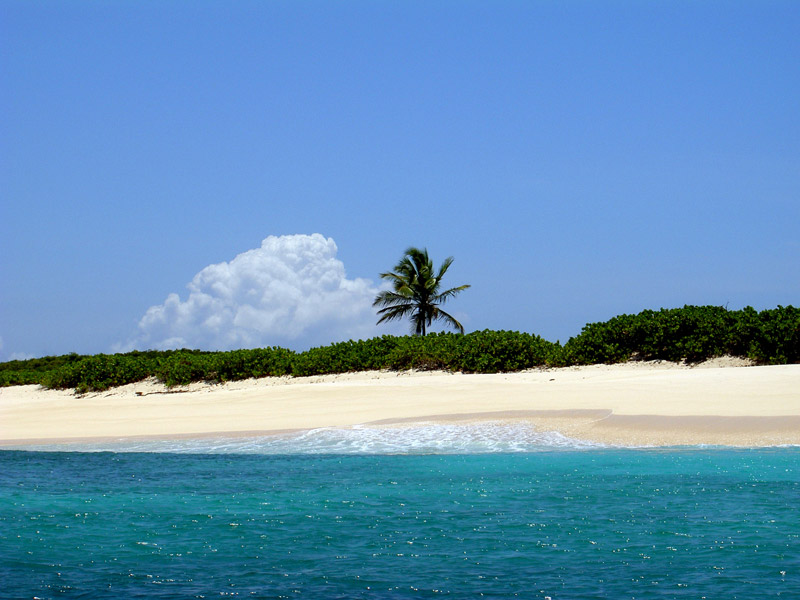
Plage de l'île Scrub

Scrub est facilement accessible grâce à un service de location de bateaux et offre aux visiteurs deux plages de sable blanc, en particulier celle située à l'ouest qui a la caractéristique d'être complètement à l'abri du vent, tandis que celle du sud (Souse Bay) est exposée à des rafales de la mer. De ses rives, on peut apercevoir Deadman's Cay, une petite île rarement visitée. L'intérieur de l'île est constitué de basses collines couvertes de buissons et de la végétation. 

## Histoire
Sur la toile de fond de l'île se trouvent les restes d'un galion espagnol, Prusiano (également connu sous le nom de Concordia), qui avait fait naufrage dans la nuit du 8 juillet 1772 après avoir été surpris par une tempête.
L'île est la propriété privée de la famille Hodge, seules ses plages sont considérées comme des terres publiques, comme toutes les plages sur le territoire d'Anguilla. Cependant, les touristes sont autorisés à visiter l'arrière-pays sans exiger d'autorisation ou de permis.
Cette île a autrefois abrité un complexe touristique composé de petites villas, aujourd'hui abandonnées. On peut aussi y voir les vestiges d'une ancienne piste d'atterrissage privée, également abandonnée.
L'île était autrefois une halte aussi utilisée par les trafiquants de drogue pour leurs activités illicites. En 1983 la DEA, l'agence anti-drogue des États-Unis, a fait un raid pour mettre un terme aux activités liées à la traite des médicaments.
En 1995, la faune de l'île a été très gravement endommagée à la suite du passage de l'Ouragan Luis.

## Faune
Parmi la faune de l'île, on signale la présence de chèvres sauvages.
Il est possible d'observer des baleines près de Scrub Island, en particulier à l'ouest de l'île, le long de la côte sud.